# Episkopi (dystrykt Limassol)
Episkopi (gr. Επισκοπή) – wieś w Republice Cypryjskiej, w dystrykcie Limassol, częściowo położona na obszarze brytyjskiego terytorium Akrotiri. W 2011 roku liczyła 3681 mieszkańców. Na obszarze miejscowości znajduje się stanowisko archeologiczne Kurion.